# Brenda’s Got a Baby
«Brenda’s Got a Baby» — дебютный сингл в карьере Тупака Шакура, записанный к альбому 2Pacalypse Now. На песне присутствует R&B исполнитель Dave Hollister. Песня рассказывает историю вымышленной двенадцатилетней девочки по имени Бренда, которая жила в гетто и, к тому же, имела ребёнка, которого она неспособна содержать. Идея написания этой песни Тупаку пришла после того, как он прочёл в газете историю о двенадцатилетней девочке, которая забеременела от своего кузена, и не желая говорить о ребёнке родителям, выбросила дитя в мусорное ведро.
Рэпер Game упомянул песню в своём треке «Hate It or Love It»: «Pac is gone, and Brenda still throwing babies in the garbage».

## Видеоклип
Видеоклип на песню был снят в чёрно-белом цвете, чтобы показать всю мрачность того времени в гетто. Начинается клип со строк: «Based on a true story» (рус. «Основано на реальных событиях»).
Большая часть клипа была показана в документальном фильме о Шакуре Тупак: Воскрешение, а также в видеоклипах «Ghetto Gospel» и «Changes».

## Дорожки
1. «Brenda’s Got a Baby» — 3:53
2. «If My Homie Calls» — 4:18
3. «If My Homie Calls» (instrumental) — 4:18